# بخش جاجییتال
بخش جاجییتال (به انگلیسی: Jagitial district) یک منطقهٔ مسکونی در هند است که در تلانگانا واقع شده‌است. بخش جاجییتال ۲٬۴۱۹٫۰۰ کیلومتر مربع مساحت و ۹۸۵٬۴۱۷ نفر جمعیت دارد.